# Mirabilandia
Mirabilandia je lunapark a zábavní park v Itálii u města Ravenna.
Park se skládá z části Mirabilandia Park o rozloze 30 ha a vodního zábavního parku Mirabilandia Beach o rozloze 10 ha. Park byl otevřen 4. června 1992 a v dalších letech byly různé adrenalinové atrakce přistavovány.
Počtem 1,7 milionu návštěvníků ročně je to po Gardalandu druhý nejnavštěvovanější zábavní park v Itálii. Největšími atrakcemi jsou invertní loopingová dráha Katun, nejrychlejší horská dráha v Evropě iSpeed, novinka roku 2012 diVertical a 90 m vysoké obří kolo. V Mirabilandii je 38 atrakcí – různé horské dráhy, vodní dráhy, prolézačky, volné pády, strašidelné domy a jiné. Atrakce jsou zařazeny do 5 tematických zón: Far West Valley (atrakce na téma divokého západu), Bimbopoli (atrakce převážně pro děti), Route 66 (různé atrakce na téma aut a závodů), Adventureland (převážně adrenalinové atrakce) a Dinoland (atrakce s tematikou dinosaurů a pravěku).

## Některé atrakce
- Katun – nejoblíbenější horská dráha parku, otevřená v roce 2000. Lidé tu nesedí v sedačkách, ale jsou zavěšeni, takže jim nohy létají ve vzduchu.
- Ispeed – horská dráha, otevřená roku 2009. Návštěvníci zažijí zrychlení z 0 na 120 km/h.
- Legends of Death Town – strašidelný dům, novinka z roku 2016. Nahradil předchozí strašidelný dům Phobia. V domě straší živí lidé, převlečení za přízraky, a návštěvníci v něm chodí pěšky po skupinkách.
- Oil Towers – dvě věže, vysoké 60 metrů. Návštěvníci na nich zažijí volný pád o rychlosti 80 km/h.
- Autosplash – vodní dráha, při které návštěvníci jezdí v lodičkách připomínajících auta.
- Divertical – vodní horská dráha, vysoká 60 m.
- Reset – atrakce v prostředí budoucí planety země, kde návštěvníci pistolemi sbírají body.
- Ratatonga – vodní dráha, otevřena v roce 2007.
- Rio Bravo – vodní dráha s kruhovými rafty.
- Master thai – rodinná horská dráha na motivy Max Adventures.
- Mira Express – vyhlídkový vlak, jezdící po parku.

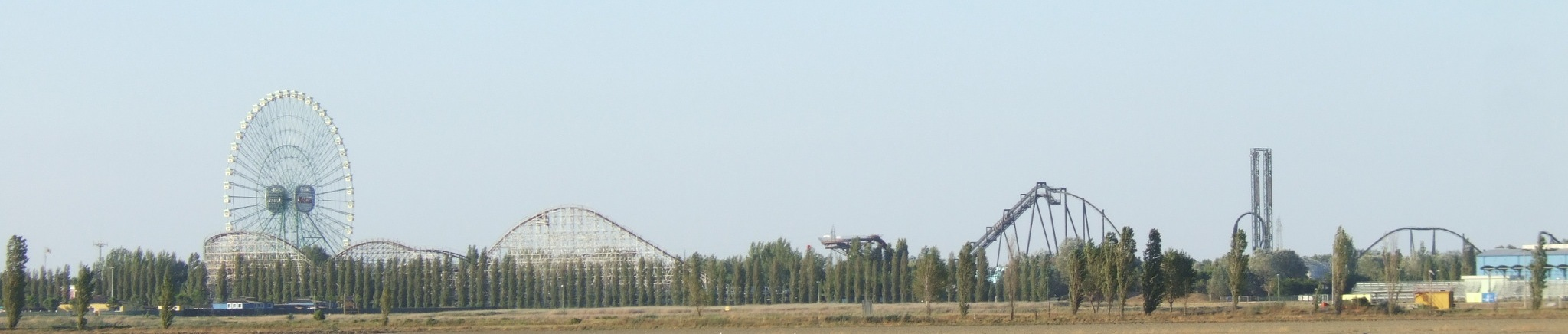
Mirabilandia – invertní loopingová dráha Katun a 90 m vysoké obří kolo